# لازاروف
لازاروف (بالبلغارية: Здравко Лазаров)‏ (20 فبراير 1976 غابروفو بلغاريا - ) هو لاعب كرة قدم بلغاري، يلعب كمهاجم، شارك في بطولة أمم أوروبا 2004.

## وصلات خارجية
لازاروف على موقع الاتحاد الأوربي (الإنجليزية)
- لازاروف على موقع اتحاد تركيا (لاعب) (الإنجليزية)
- لازاروف على موقع قاعدة بيانات كرة القدم.إي يو (الإنجليزية)
- لازاروف على موقع ناشيونال فوتبول تيمز (الإنجليزية)
- لازاروف على موقع Soccerway.com (الإنجليزية)
- لازاروف على موقع عالم كرة القدم.نت (الإنجليزية)